# Santiponce
Santiponce é um município da Espanha, na província de Sevilha, comunidade autónoma da Andaluzia. Tem 8,42 km² de área e em 2021 tinha 8 491 habitantes (densidade: 1 008,4 hab./km²). Pertence à comarca de Aljarafe, e limita com os municípios de Sevilha, Camas, Valencina de la Concepción e Salteras.
É conhecida por ser o local de nascimento do imperador romano Trajano